# Haarstervaart
De Haarstervaart is een voormalig kanaalwaterschap in de Nederlandse provincie Groningen.
Het waterschap had als taak de verbetering van de wijk van de Frieschepalen tot de Leidijk en aanleg van een kanaal van de Leidijk naar de provinciale weg op de Haar. Onduidelijk is of dit kanaal ooit is aangelegd, want vanaf 1949 werd er geen omslag meer geheven.
Waterstaatkundig gezien ligt het gebied sinds 1995 binnen dat van het waterschap Noorderzijlvest.